# Color Fantasy
Die Color Fantasy ist ein Fährschiff der norwegischen Reederei Color Line. Sie wird von der Reederei als „Kreuzfahrtschiff mit Autodeck“ vermarktet. Das Schiff ist von der Klassifizierungsgesellschaft DNV als Autofähre geführt.
Die Color Fantasy wurde mit rund 75.027 BRZ vermessen und ist damit eines der größten Schiffe ihrer Art. Sie ist das Schwesterschiff der Color Magic. Die beiden Schiffe bedienen zusammen die Strecke Kiel–Oslo.

## Geschichte

### Bau und Indienststellung
Am 16. Dezember 2002 unterzeichneten die Reederei Color Line und die finnische Werft Kværner Masa Yards AB den Vertrag über den Bau eines neuen Fährschiffes. Der Bau begann am 29. April 2003. (0:37) Die Kiellegung der Baunummer 1351 erfolgte am 6. Juni 2003 in Turku. Wie nahezu alle zeitgenössischen Schiffsneubauten entstand auch die Color Fantasy in Sektionsbauweise. Dabei werden Rumpf und Aufbauten als einzelne Baugruppen im Dock zusammengesetzt. Nach der Ausdockung (Stapellauf) am 30. April 2004 und der Fertigstellung ging das Schiff am 20. September 2004 erstmals auf Probefahrt. Am 3. Dezember 2004 erfolgte die Übergabe an den Eigner Color Line Cruises AS. Die Baukosten wurden mit etwa 290 Millionen Euro angegeben.
Am 5. Dezember 2004 verließ die Color Fantasy Turku und erreichte in der Nacht zum 7. Dezember erstmals Kiel, um probeweise Anlegemanöver am neuen Norwegenkai durchzuführen. Unmittelbar danach nahm das Schiff Kurs auf Oslo, wo es am 8. Dezember eintraf.
Am 10. Dezember 2004 wurde die Color Fantasy von Anne Sidsel Sunde, Gattin des Eigners Olav Nils Sunde, in Oslo getauft und brach kurz danach zur offiziellen Jungfernfahrt nach Kiel auf, wo sie mit 1,5 Stunden Verspätung eintraf.

### Einsatz
Die mit der Eisklasse 1B (durchschnittliche Eisverhältnisse, Eisdicke bis 0,6 Meter) zertifizierte Color Fantasy verkehrt im Fährbetrieb zwischen Kiel und der norwegischen Hauptstadt Oslo, zusammen mit der Color Magic ergeben sich tägliche Abfahrten. Die beiden Schiffe begegnen sich auf ihrer rund 20 Stunden dauernden Überfahrt immer nachts östlich der dänischen Insel Anholt. Das Schiff löste auf dieser Route die Prinsesse Ragnhild ab.
Lediglich im April eines jeden Jahres erfolgt nur alle zwei Tage eine Abfahrt, weil die Color Fantasy und das Schwesterschiff Color Magic für jeweils zehn Tage zur Jahreswartung bei Blohm + Voss in Hamburg oder auf der Lindøværft in Odense überführt werden. Überführungsfahrten nach Hamburg erfolgen dabei direkt von und nach Oslo, da das Schiff für eine Passage durch den Nord-Ostsee-Kanal zu groß ist.
Vom 6. Januar bis zum 30. Januar 2015 wurden auf dem Schiff in Odense bei Fayard Scrubber eingebaut. Da die Color Magic ab dem 18. Januar 2015 ebenfalls umgebaut wurde, war die Route Kiel – Oslo vom 18. bis 31. Januar 2015 komplett eingestellt.

## Ausstattung
Die Color Fantasy hat eine Gesamthöhe von 60,3 Metern und ist in 15 Decks unterteilt. Die Fähre ist mit 2.667 Betten in 966 Kabinen unterschiedlicher Kategorien ausgestattet und für 2.750 Passagiere zugelassen. Sie bietet Stellplätze für 750 PKW und 1.700 Lademeter für LKW und Omnibusse. Der Unterhaltungscharakter, erkennbar an Ausstattungsdetails wie 10 Restaurants, Showtheater, Aqua-Badeland und Konferenzdeck, ist im Vergleich zu anderen Fähren stark ausgeprägt.

## Trivia
- Im Jahr 2005 wurde die Color Fantasy bei einem Test des ADAC mit der Note „sehr gut“ bewertet.[8]
- Seit April 2012 wird die Color Fantasy während ihres Aufenthaltes in Oslo mit Landstrom versorgt. Durch das Herunterfahren der Bordgeneratoren reduziert sich der CO2-Ausstoß nach Angaben der Reederei um etwa 3.000 Tonnen pro Jahr.[9] Seit 2019 wird auch eine Landstromanlage in Kiel genutzt.[10]

## Galerie

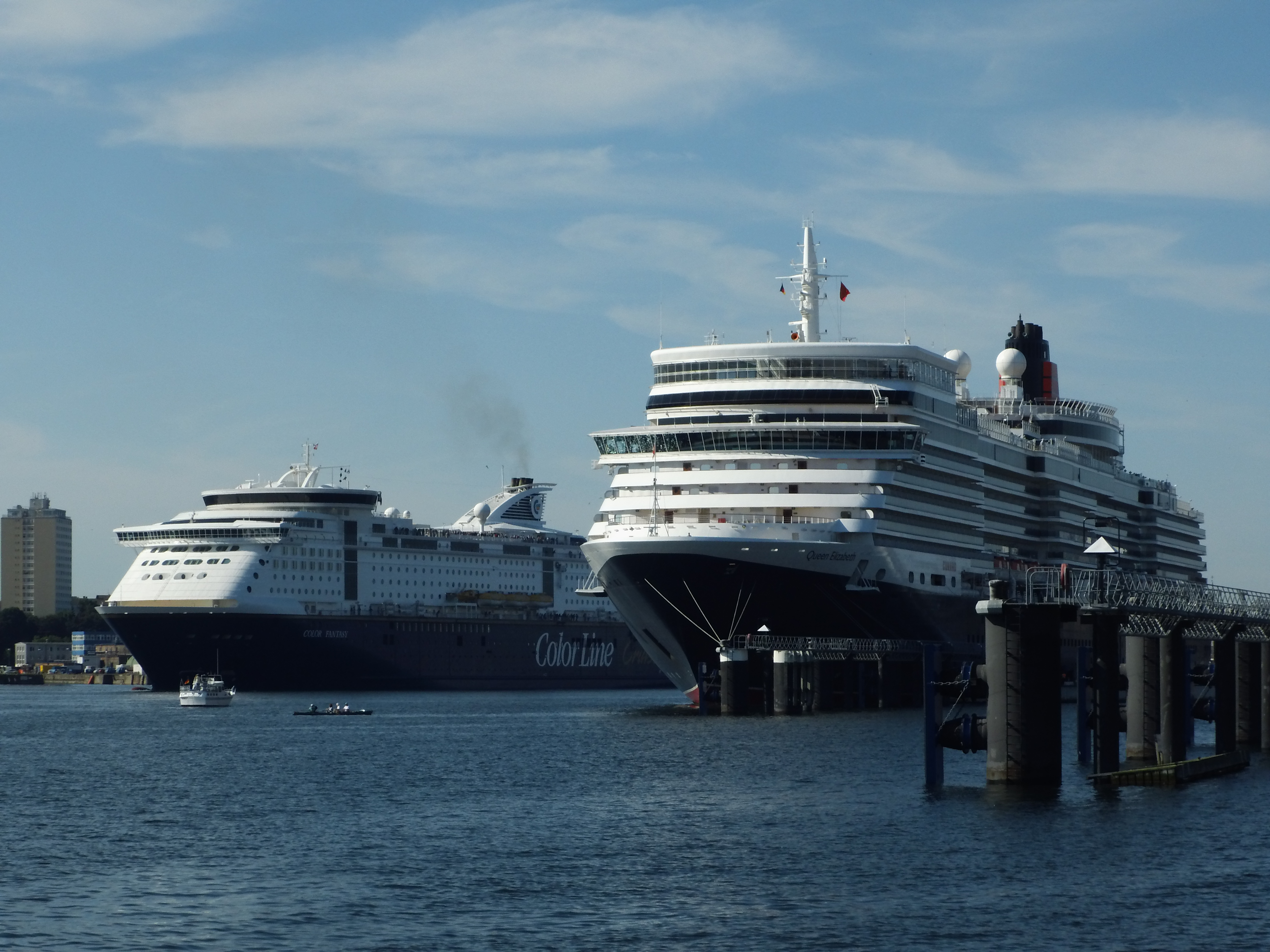
Color Fantasy neben der Queen Elizabeth in Kiel.
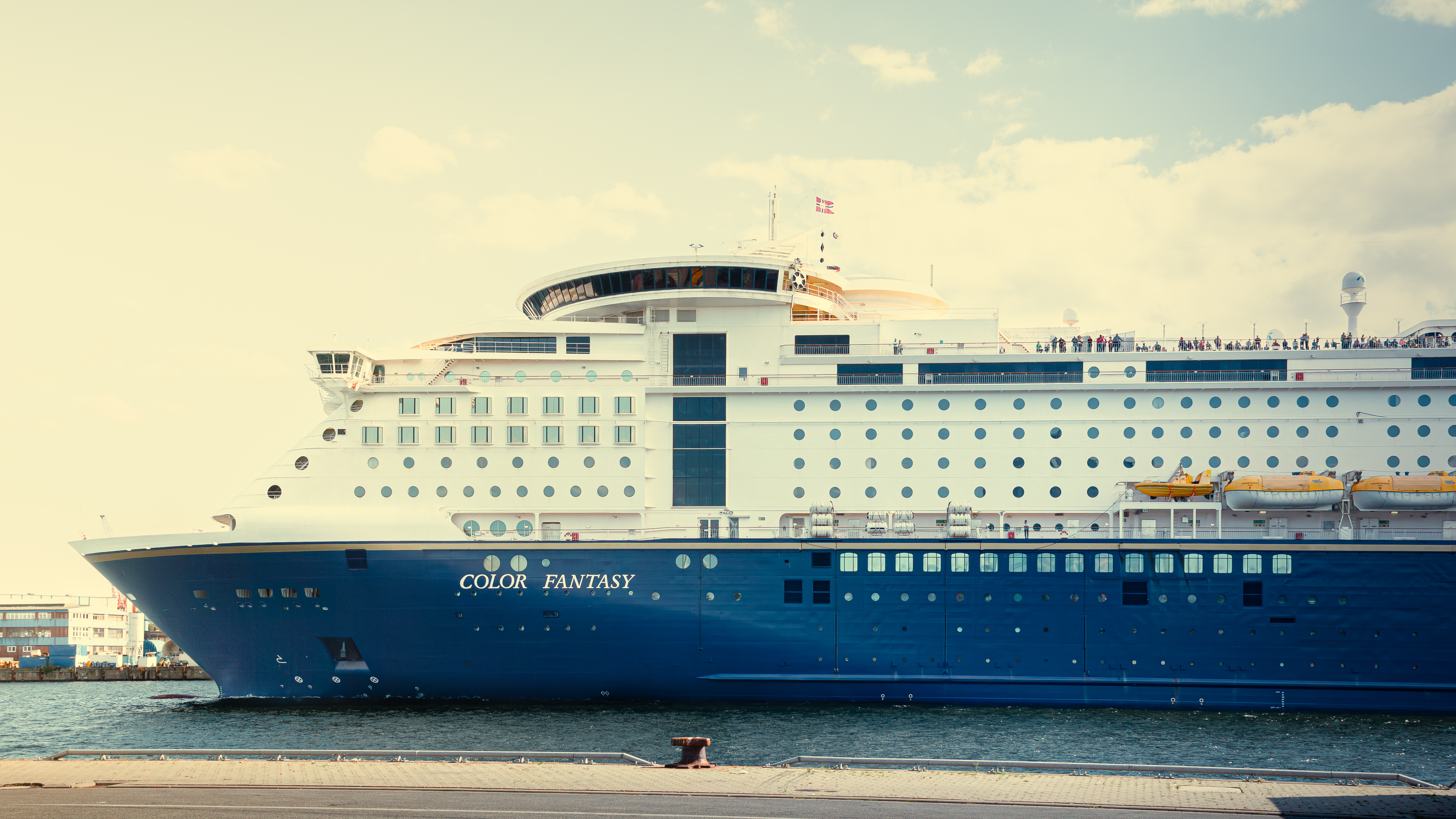
Color Fantasy 2015 in Kiel
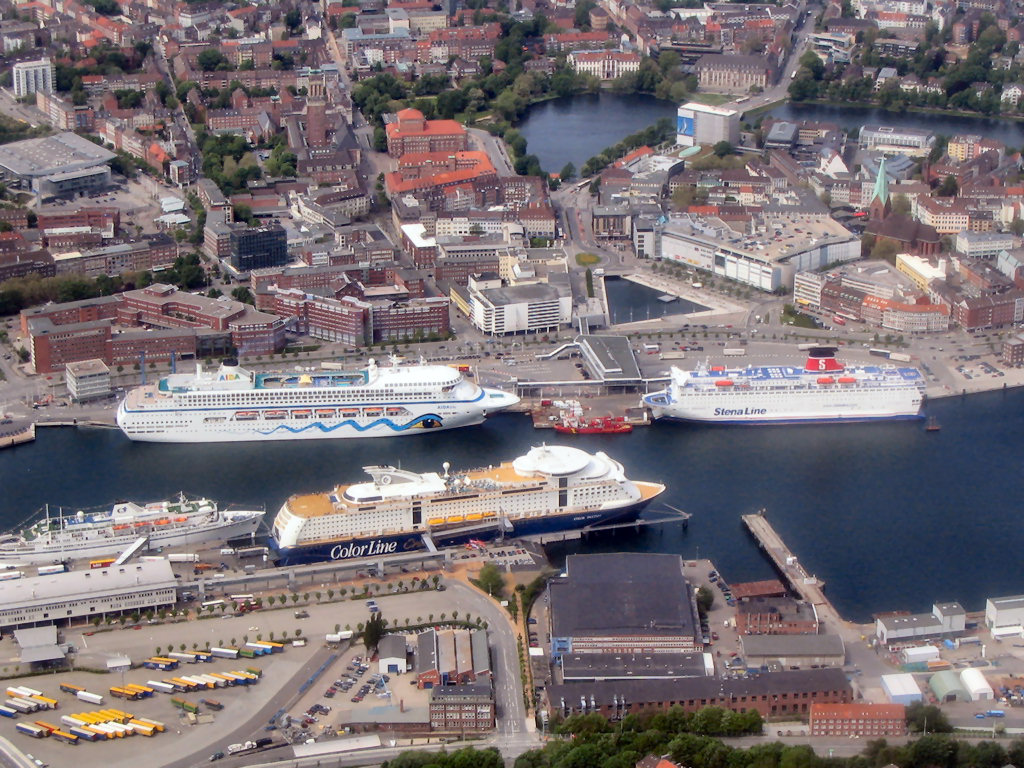
Im Vordergrund am Norwegenkai in Kiel zusammen mit der alten AIDAblu und einer stena line Fähre.
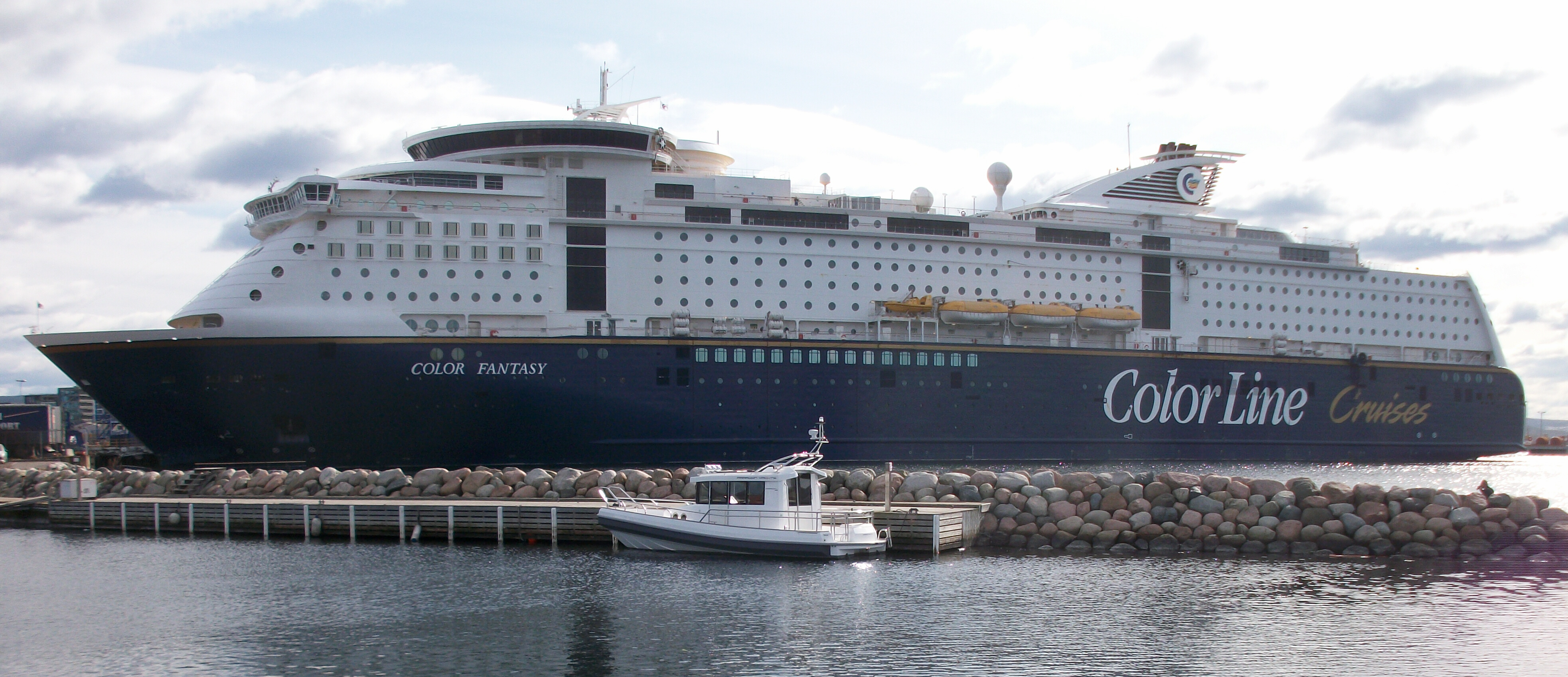
Im Hafen von Oslo (2012)
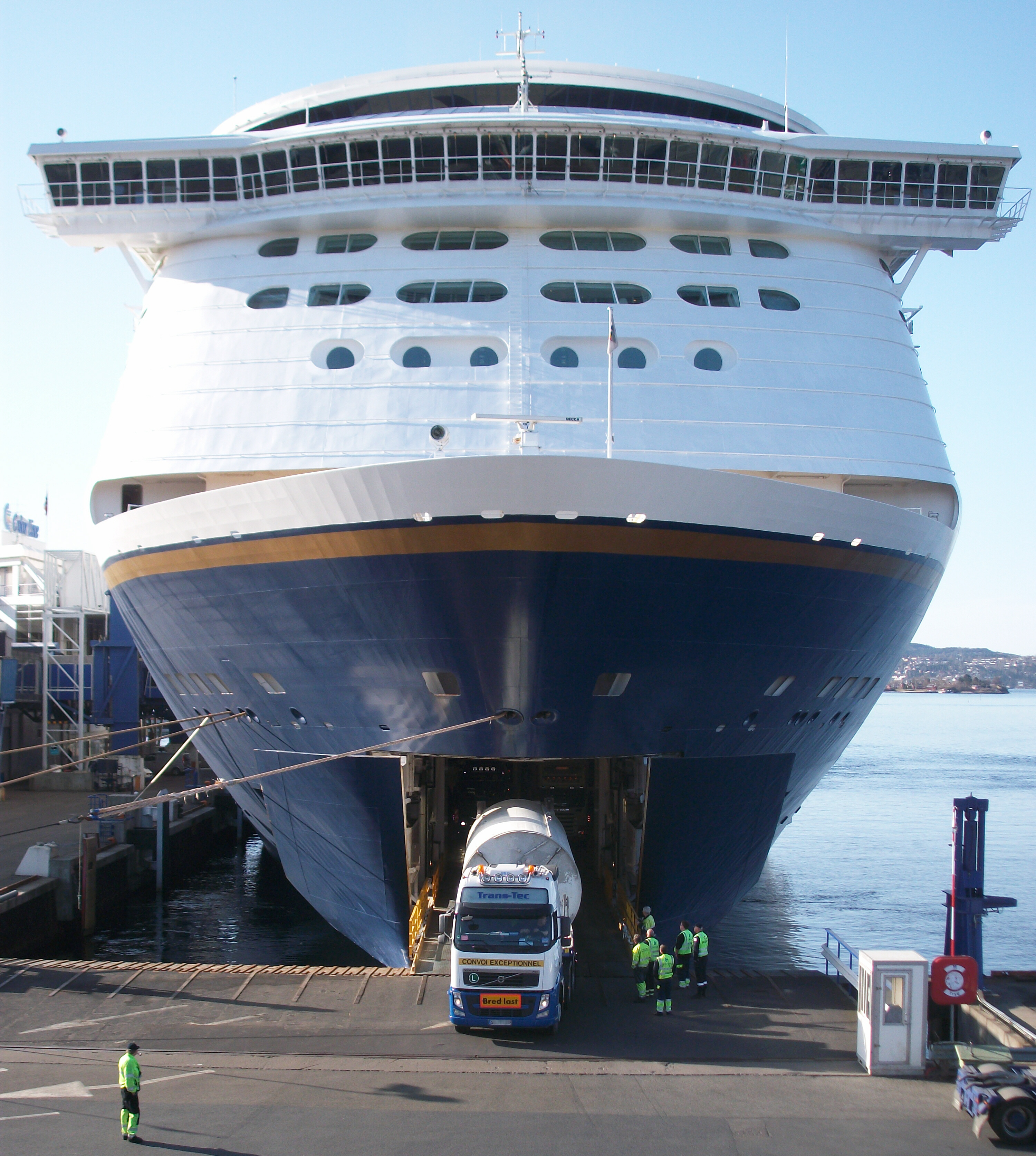
Color Fantasy beim Entladen im Hafen von Oslo (2012)
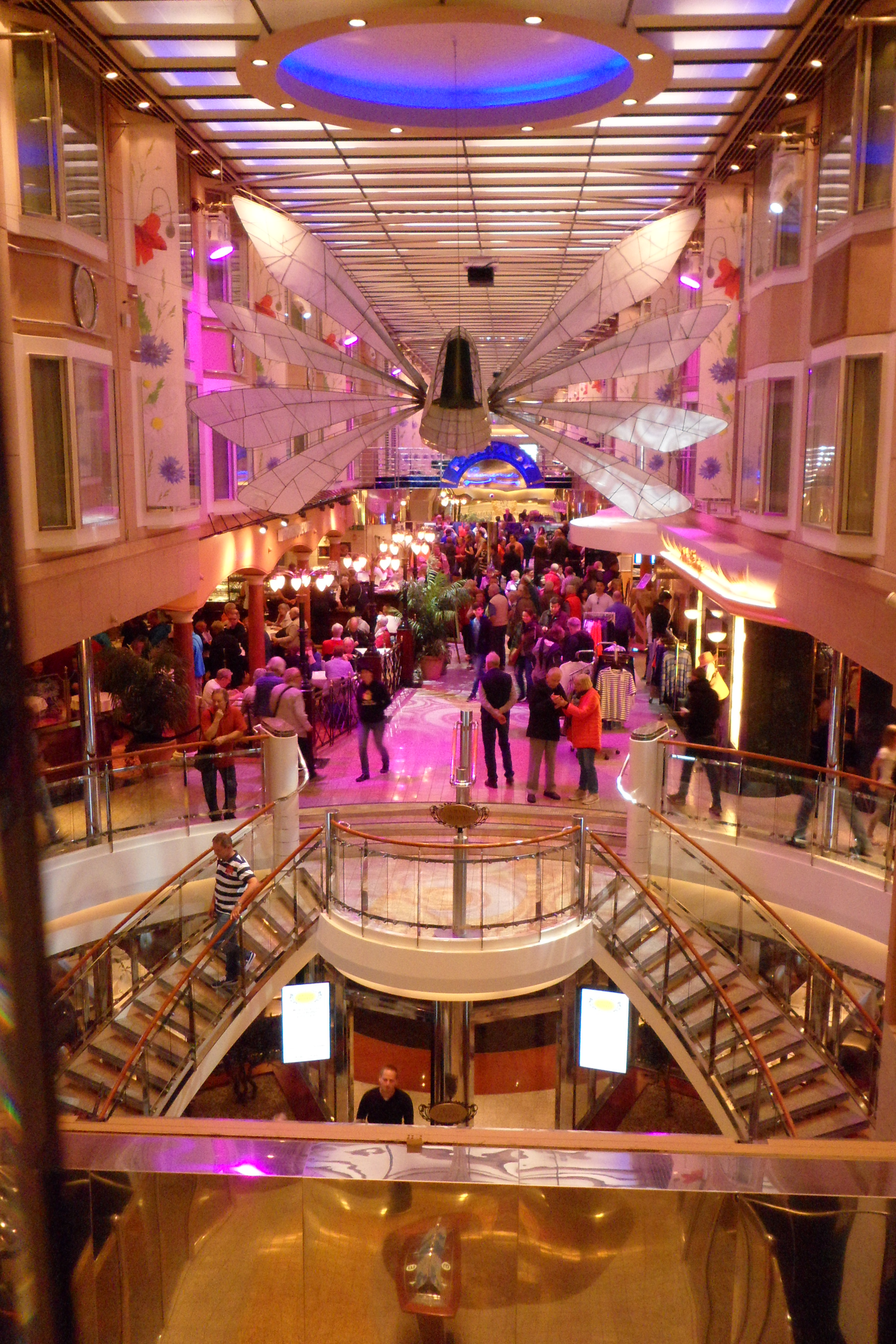
Shopping Mall im Schiff (2017)
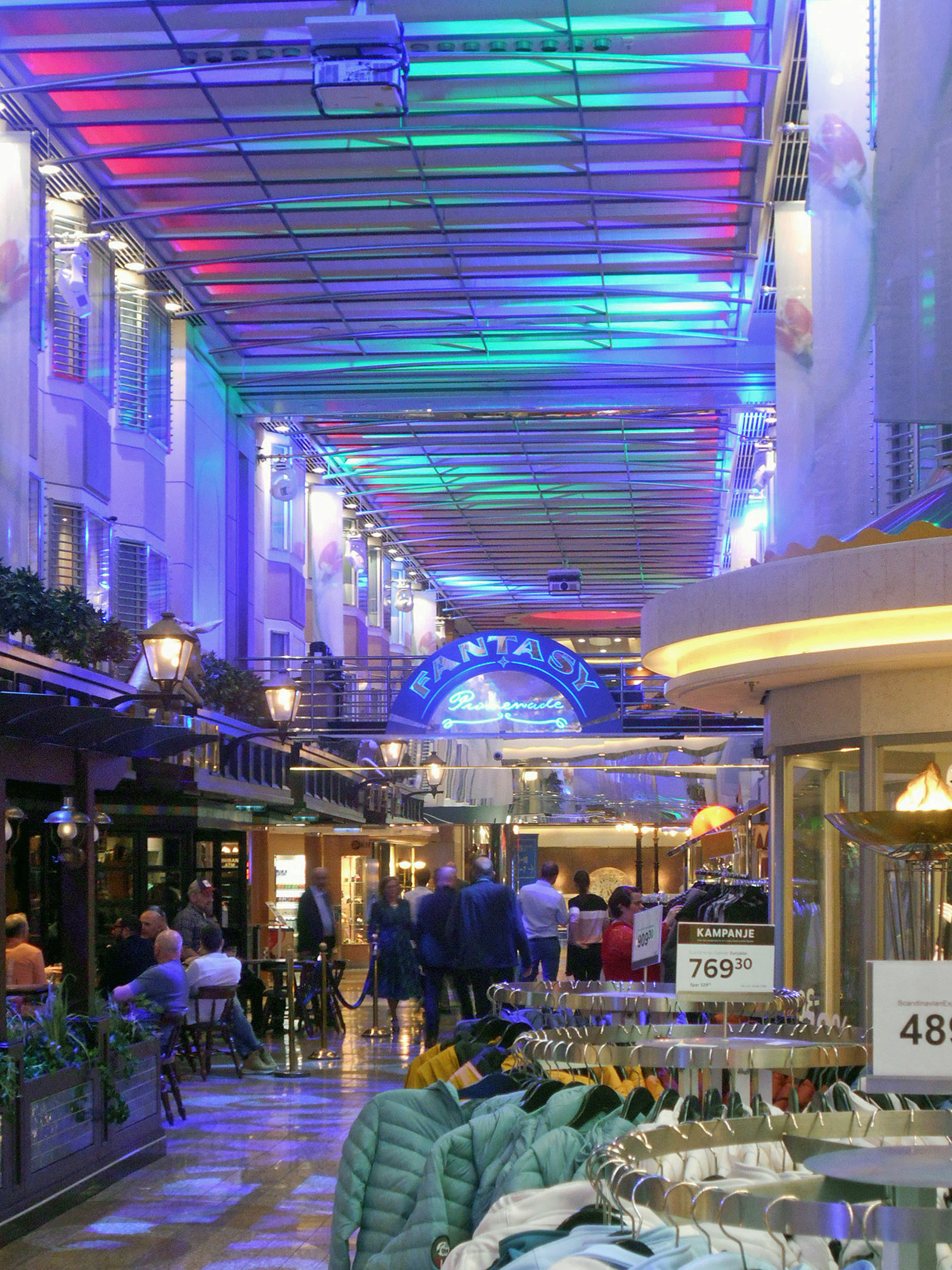
Shopping Mall im Schiff (2023)
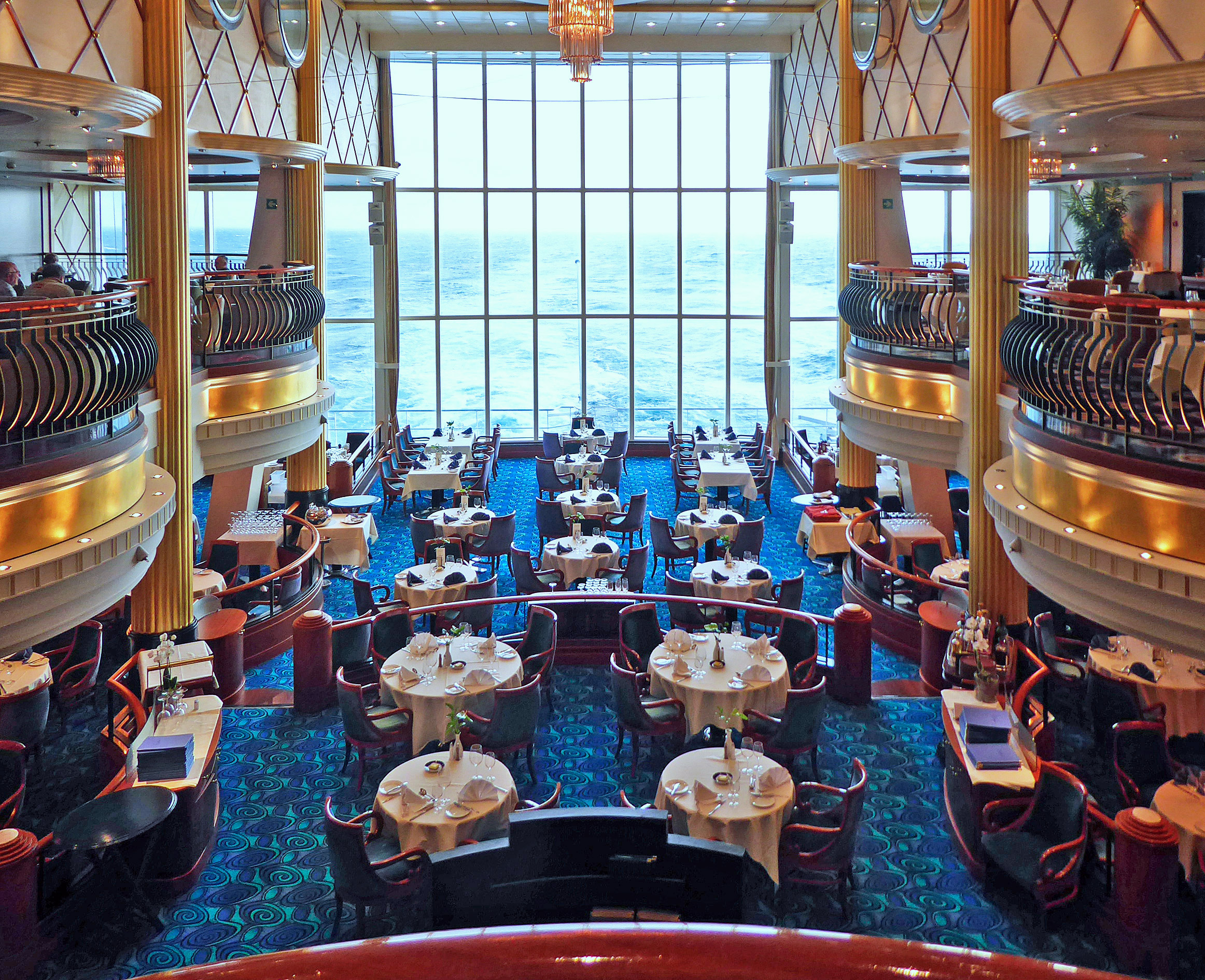
Achternes Restaurant
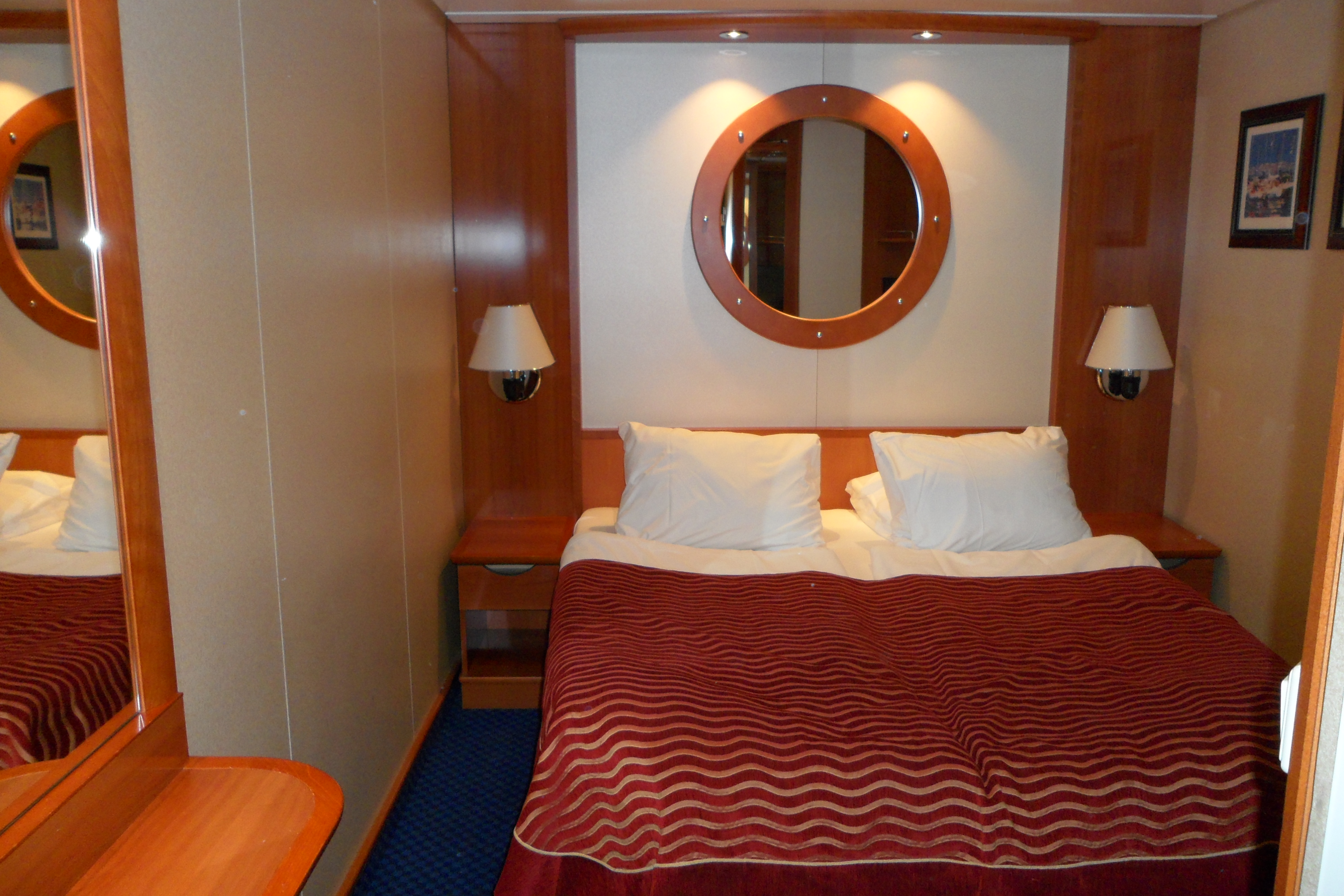
Innenkabine (2017)
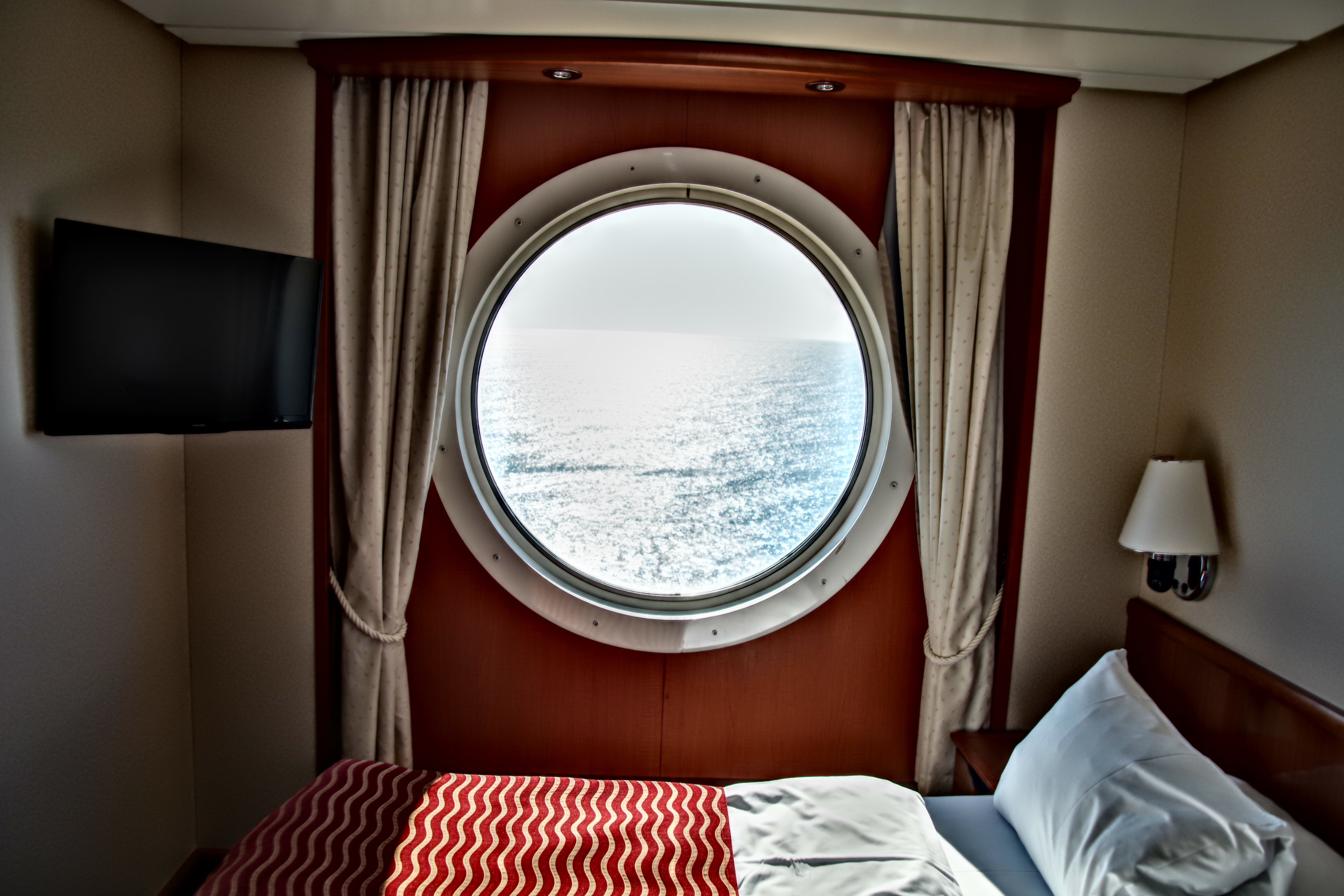
Außenkabine (2017)